# Ganesh Chaturthi

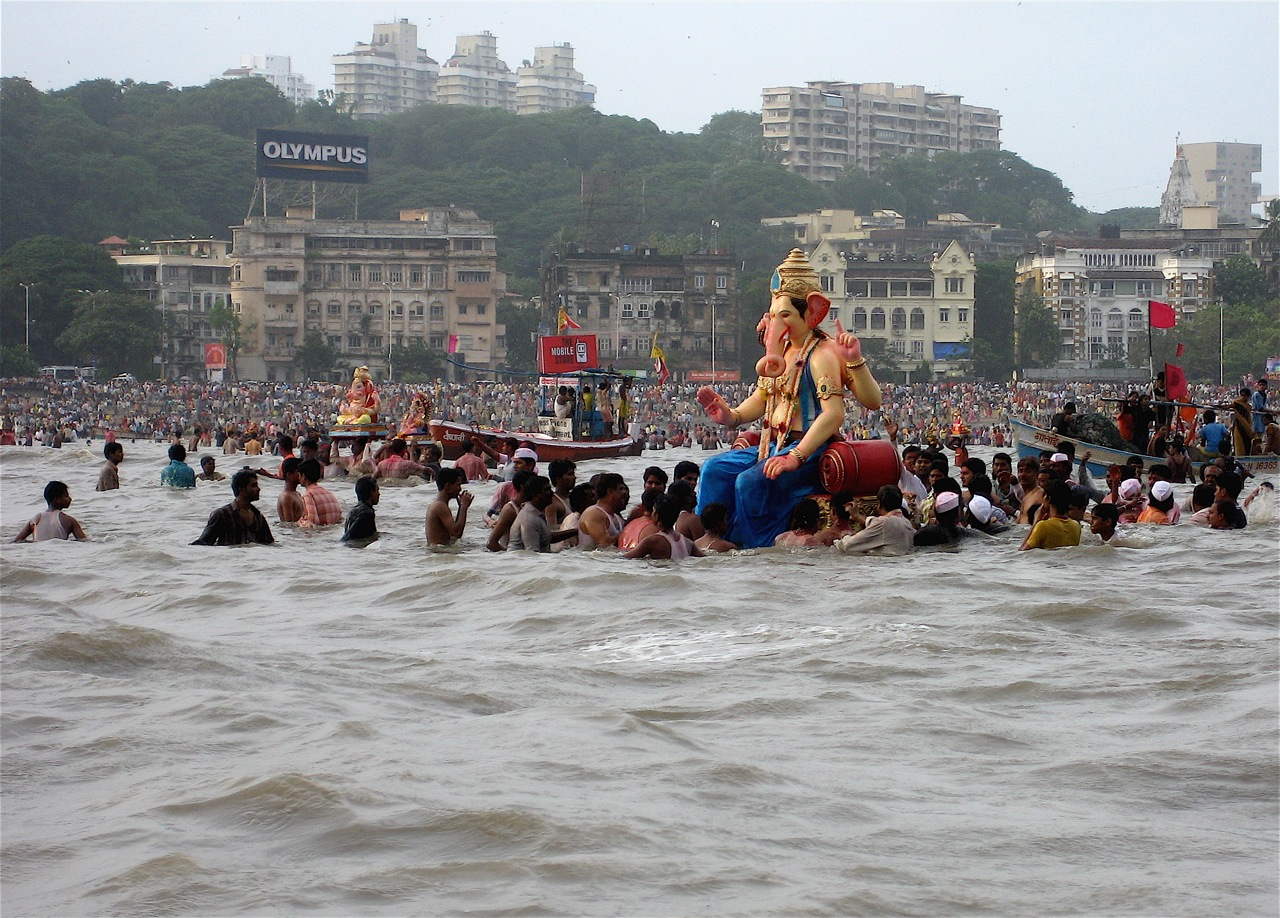
Ganesh Visarjan in Mumbai

Ganesh Chaturthi (गणेश चतुर्थी) is een hindoeïstische feestdag ter ere van Ganesha, de zoon van Shiva en Parvati, die op veel plaatsen aanbeden wordt als god van de wijsheid, welvaart en goed geluk.
Het feest wordt gevierd tijdens de maand Bhaadrapada, en vangt aan op de shukla chaturthi, oftewel de vierde dag van de wassende maan. Dat betekent dat het begin van het feest meestal ergens tussen 20 augustus en 15 september valt. Het feest wordt geacht tien dagen te duren, tot Anant Chaturdashi, de veertiende dag van de wassende maan.
In veel Indiase staten is de viering van Ganesh Chaturthi van minder importantie, maar het feest wordt zeer uitgebreid gevierd in de staten Maharashtra (daar vooral in Mumbai) en Tamil Nadu in India, en daarbuiten ook in Sri Lanka door de Tamil minderheid, en op het eiland Mauritius. Het feest wordt ook gevierd in Suriname en overige Caraïbische landen. 
Op de eerste dag van de viering wordt er door de aanbidders eerst ter purificatie een bad genomen, en koopt men vervolgens een beeld van Ganesha. De beelden, voorheen meestal van klei gemaakt maar tegenwoordig van diverse pleistersoorten, vindt men in alle soorten en maten, van enkele centimeters tot metershoog. Dit neemt men  dan in een processie mee naar huis, alwaar het beeld op een altaar wordt neergezet en versierd. Het beeld laat men voor de duur van het feest staan, en wordt 's ochtends en 's avonds aanbeden en voorzien van offergaven (vooral zoetigheid). Op de laatste dag van het feest wordt het beeld weer meegenomen, en in het water van de dichtstbijzijnde rivier, meer of zee gelaten, en bij ontbreken daarvan in een emmer water opgelost. 

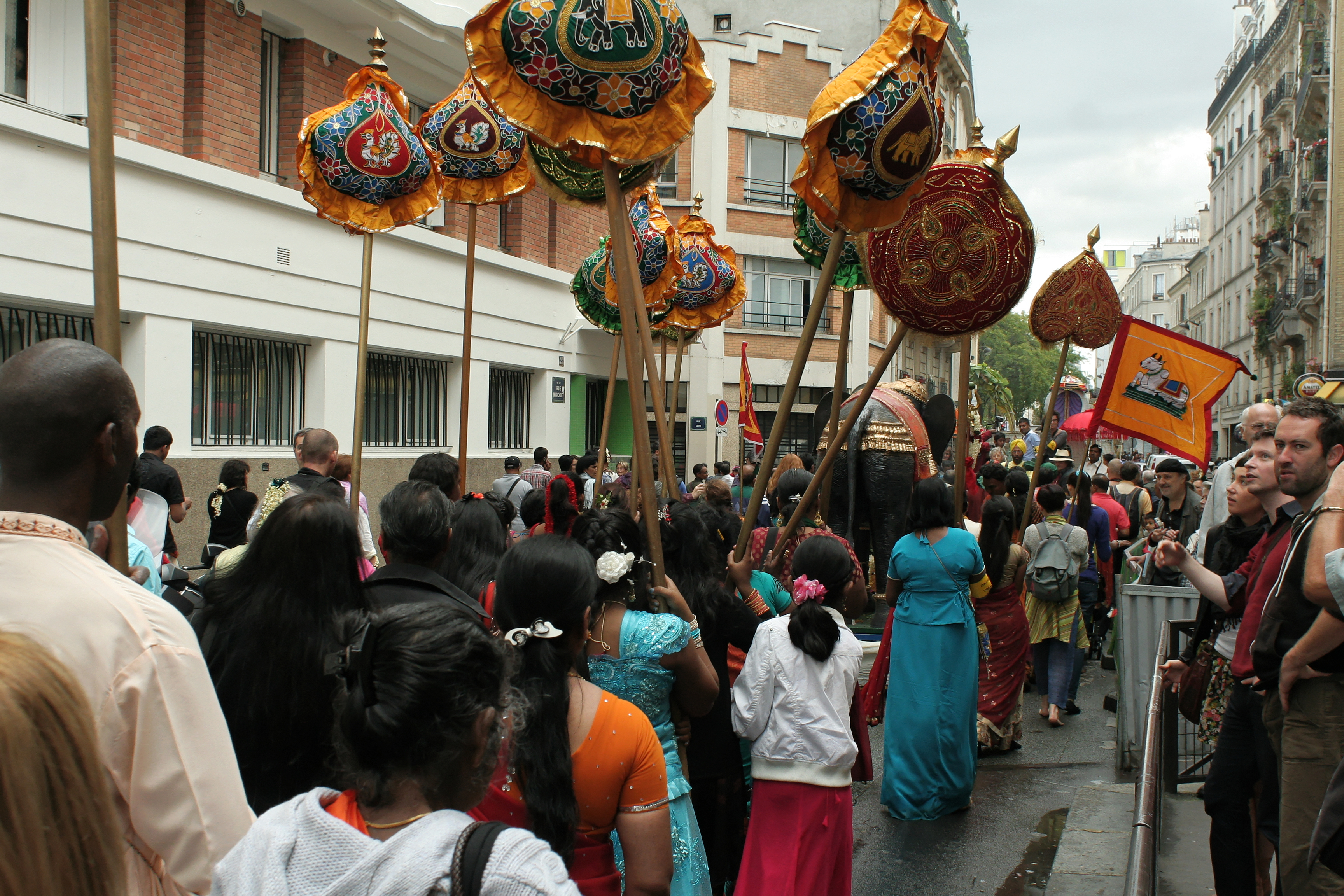
Ganesh Chartuthi wordt ook in Europa gevierd; hier de Ganeshaprocessie door de rue Marcadet in Parijs